# بنجامین اف. شیوی
بنجامین اف. شیوی (به انگلیسی: Benjamin F. Shively) سناتور سابق عضو حزب دموکرات ایالات متحده آمریکا بود. وی در سال ۱۹۰۹ تا ۱۹۱۶ میلادی سناتور ایالت ایندیانا در سنای ایالات متحده آمریکا بود.